# Catherina McKiernan
Catherina McKiernan (née le 30 novembre 1969 à Cornafean) est une athlète irlandaise, spécialiste des courses de fond, et notamment du cross-country.

## Biographie
Elle remporte quatre médailles d'argent consécutives, de 1992 à 1995, dans l'épreuve individuelle des championnats du monde de cross-country, et remporte par ailleurs la médaille de bronze par équipes en 1997. En 1994, elle est sacrée championne d'Europe de cross, à Alnwick en Angleterre.
Elle s'illustre également dans les courses sur route en remportant le Marathon de Berlin en 1997, le Marathon de Londres et le Marathon d'Amsterdam en 1998.
Elle détient les records d'Irlande du semi-marathon (1 h 8 min 54 s) et du marathon (2 h 22 min 23 s).
McKiernan est devenue entraîneuse de course et propose des séances utilisant la technique du ChiRunning.

### Palmarès
| Date | Compétition                    | Lieu              | Résultat | Épreuve     |
| ---- | ------------------------------ | ----------------- | -------- | ----------- |
| 1992 | Championnats du monde de cross | Boston            | 2e       | Individuel  |
| 1993 | Championnats du monde de cross | Amorebieta-Etxano | 2e       | Individuel  |
| 1994 | Championnats du monde de cross | Budapest          | 2e       | Individuel  |
| 1994 | Championnats d'Europe de cross | Alnwick           | 1re      | Individuel  |
| 1995 | Championnats du monde de cross | Durham            | 2e       | Individuel  |
| 1997 | Marathon de Berlin             | Berlin            | 1re      | Marathon    |
| 1997 | Championnats du monde de cross | Turin             | 3e       | Par équipes |
| 1998 | Marathon de Londres            | Londres           | 1re      | Marathon    |
| 1998 | Marathon d'Amsterdam           | Amsterdam         | 1re      | Marathon    |

### Records
| Épreuve       | Performance     | Lieu         | Date              |
| ------------- | --------------- | ------------ | ----------------- |
| Semi-marathon | 1 h 8 min 54 s  | Grevenmacher | 27 septembre 1998 |
| Marathon      | 2 h 22 min 23 s | Amsterdam    | 1er novembre 1998 |